# 意大利高速列車

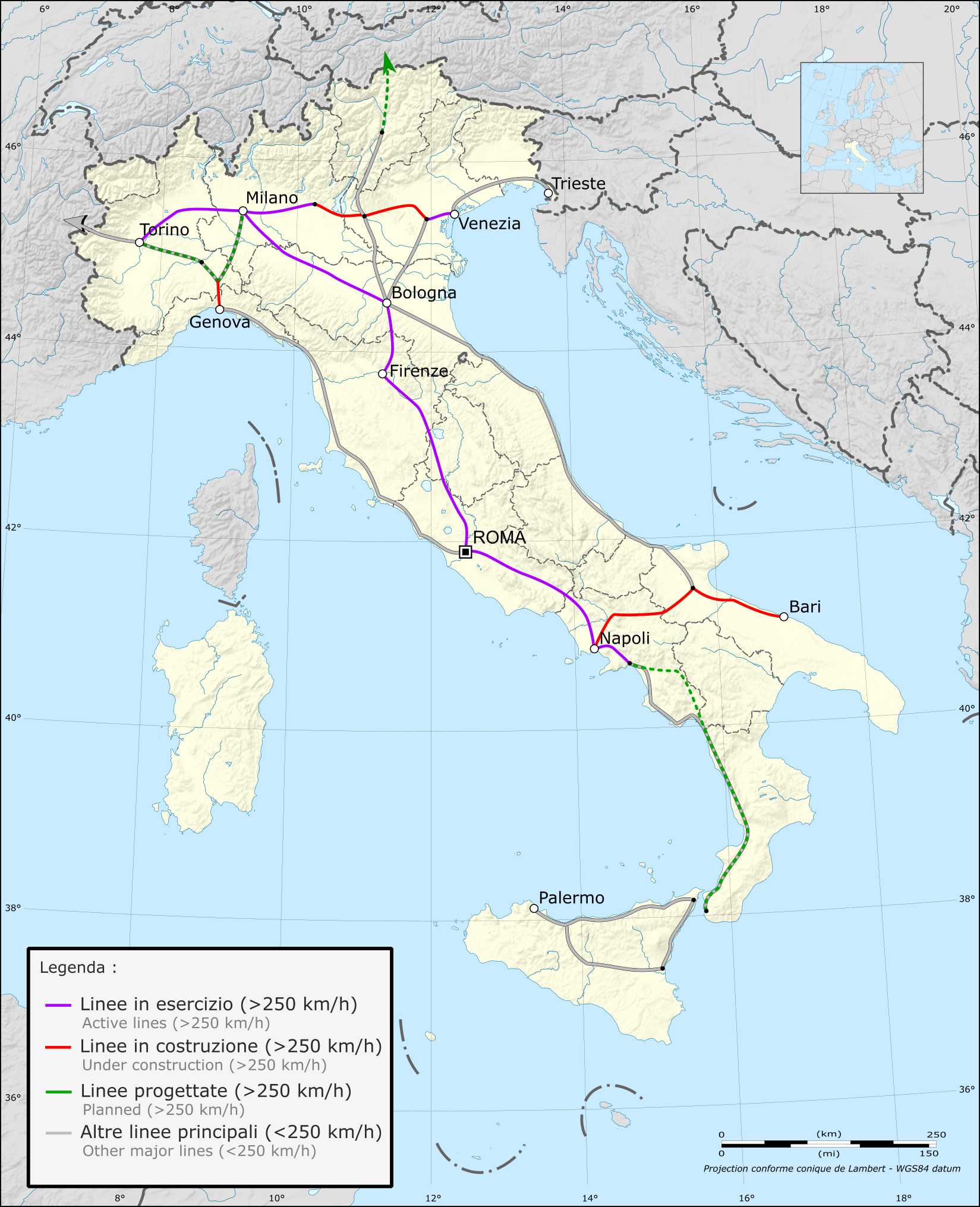
意大利高速列車網絡

意大利高速列車（Treno Alta Velocità）是一家特別事業體，由RFI持有（RFI由意大利國鐵營辦）。

## 目的
意大利高速鐵路的建設目的是紓緩在傳統線飽和的鐵路走廊而建設。路線主要為米蘭至薩雷諾及都靈至的里雅斯特走廊。該項目的目標包括：意大利的鐵路網絡的營運對準歐洲鐵路標準，擴大高速鐵路降低意大利的主要城市之間的旅行時間並大幅增加線路能力和列車班次，增強安全通過列車控制和信號更新。意大利的新的高速線路在白天主要用於客運服務（AV - Alta Velocità，高速），在夜間主要為貨運（AC - Alta Capacità，高容量）。另一目的是可以將傳統路線改為用於通勤和地區交通。

## 國內路線
- 羅馬至佛羅倫斯
- 羅馬至那不勒斯
- 米蘭至都靈
- 米蘭至博洛尼亞
- 博洛尼亞至佛羅倫斯
- 米蘭至威尼斯（部份仍在建設中）

## 國際路線
- 都靈－里昂高速鐵路 (建設中)